# Yorro (Cameroun)
Pour les articles homonymes, voir Yorro.
Yorro (ou Yoro) est un village du Cameroun située dans la région du Centre, le département de Mbam-et-Inoubou et l'arrondissement (commune) de Bokito, à environ 100 km au nord de Yaoundé.
Situé dans une zone de transition entre la forêt et la savane, il est arrosé par deux cours d'eau permanents, l'Assaga et le Gindigueldje.
La localité compte quatre quartiers : Yoro Centre, Bougnangolo, Bougnangagne et Bongando.

## Population
Lors du recensement de 2005, Yorro comptait 1 656 habitants.
La plupart sont des Yambassa. Ils pratiquent l'agriculture et produisent principalement du manioc, du maïs, de l'igname, de l'arachide, du cacao et des noix de palme, également la pêche et l'extraction d'huile de palme.

## Infrastructures
En 2003 Yorro disposait d'une école privée située dans le centre.